# Renato Alessandrini
Renato Alessandrini (Roma, 11 agosto 1890 – Oceano Artico, 25 maggio 1928) è stato un esploratore italiano, perito nel corso della spedizione polare del dirigibile Italia.

## Biografia
Alessandrini, attrezzatore aeronautico, dal 1914 risulta in servizio al Cantiere Sperimentale aeronautico di Vigna di Valle dell’Arma del Genio presso il Lago di Bracciano e dal 1918 presso lo Stabilimento Costruzioni Aeronautiche di Roma  e il cantiere dirigibili dell'aeroporto di Ciampino, dove venivano montati, attrezzati e collaudati i dirigibili militari.

### Le trasvolate in dirigibile del Polo Nord
Partecipò come timoniere ed attrezzatore alle prime due storiche trasvolate in dirigibile del Polo Nord, facendo parte dell'equipaggio sia del Norge, che fu il primo dirigibile (e probabilmente anche il primo aeromobile) a sorvolare il Polo Nord il 12 maggio 1926, sia del dirigibile Italia, che raggiunse il Polo il 23 maggio 1928.  

### Il naufragio del dirigibile Italia
La data della morte di Renato Alessandrini non è conosciuta con certezza, risultando disperso dal 25 maggio 1928 a seguito del naufragio del dirigibile Italia nel volo di ritorno dal Polo Nord. Tuttavia sono note le circostanze che probabilmente determinarono la sua scomparsa. Infatti, secondo quanto lo stesso generale Umberto Nobile scrisse nel suo libro L'Italia al Polo Nord, durante le manovre tentate per cercare di salvare il dirigibile in avaria, che aveva perso quota e a tratti era ingovernabile, ordinò ad Alessandrini di andare sul dorso dell'aeronave, che ormai stava precipitando, nel disperato tentativo di verificare anche le valvole di poppa, dove ci poteva essere una fuoriuscita di gas.
Alessandrini lasciò la cabina di comando, ma non riuscì neanche ad iniziare il suo compito perché l'aeronave nel frattempo si schiantò sul pack. Erano le ore 10.33 del 25 maggio 1928, e il dirigibile si trovava probabilmente a poche ore di volo dalla base sulle isole Svalbard. L'involucro del dirigibile, alleggerito dal distacco di parte della cabina di comando a seguito dell'impatto, si risollevò andando alla deriva e verosimilmente portando via Alessandrini e alcuni membri dell'equipaggio che si trovavano all'interno (il capo motorista Arduino, il fisico Pontremoli e il giornalista Lago) o nelle cabine motori (Caratti e Ciocca).
Stando alle testimonianze dei superstiti della Tenda Rossa (sbalzati fuori dalla cabina di comando al momento dell'impatto sul pack) l'aeronave scomparve nella fitta nebbia. Poco dopo i naufraghi avvistarono del fumo in lontananza (forse segnalazioni, oppure l'involucro in fiamme: non lo si è mai appurato). Dei sei uomini rimasti a bordo non si seppe più nulla e il relitto dell'aeronave non venne mai più ritrovato.

## Onorificenze

### Onorificenze italiane
Nel 1924 Alessandrini ebbe un encomio solenne e fu decorato con la medaglia d'argento dell'Aero Club d'Italia per avere, il giorno 18 aprile 1924, ricondotto l'aeronave N-1 all'atterraggio dopo che una raffica di vento l'aveva strappata dall'ormeggio e trascinata via.

### Onorificenze norvegesi
Il 7 ottobre 1926 il re di Norvegia Haakon VII insignì Alessandrini della croce di Cavaliere di II classe dell'Ordine reale norvegese di Sant'Olav, quale partecipante alla spedizione del dirigibile Norge.

### Monumento ai caduti del dirigibile Italia
Alessandrini è ricordato, assieme agli altri caduti del dirigibile Italia e ai soccorritori periti nella ricerca dei naufraghi, nel monumento inaugurato il 22 giugno 1969 a Tromsø, città della Norvegia situata oltre il circolo polare, nelle adiacenze del Tromsø Museum, per iniziativa del gen. Nobile e col patronato della Società Geografica Italiana. Il monumento è formato da due steli orientate secondo il meridiano, una rivolta a nord alta 11 metri circa, l'altra, leggermente più corta, rivolta a sud.
Su quella a nord è incisa un'epigrafe del poeta Alfonso Gatto: “SCRITTI QUI SULLA PIETRA I NOMI DI QUELLI CHE PERIRONO NEL NAUFRAGIO DELL'ITALIA SONO VICINI AI NOMI DEI LORO SOCCORRITORI NEL RICORDARE UN'IMPRESA CHE FU GLORIA DEGLI UOMINI OGGI TESTIMONIANZA E MEMORIA DELLA LORO COMUNE CIVILTÀ”.
Sull'altra stele del monumento (sud) sono incisi i nomi dei caduti:

“ON MAY 25, 1928 THE AIRSHIP "ITALIA" AFTER FLYING FOR 124 HOURS OVER UNEXPLORED REGIONS CRASHED UPON THE ICE NORTH OF THE SVALBARD, OF THE CREW THERE PERISHED

RENATO ALESSANDRINI

ETTORE ARDUINO - ATTILIO CARATTI

CALISTO CIOCCA - UGO LAGO

FINN MALMGREN - VINCENZO POMELLA

ALDO PONTREMOLI”.
Esiste una copia del monumento in scala ridotta presso il Museo storico dell'Aeronautica Militare a Vigna di Valle.